# Nécropole nationale de Vignemont
La nécropole nationale de Vignemeont est un cimetière militaire français de la Première Guerre mondiale situé sur le territoire de la commune de Vignemont dans le département de l'Oise.

## Localisation
La nécropole nationale est située au bord de la route départementale 41, entre Vignemont et Marquéglise.

## Historique
La nécropole nationale de Vignemeont a été créée en 1918, au cours de la bataille du Matz. De 1919 à 1921, ont été regroupés ici les corps provenant de cimetières provisoires des communes d'Élincourt-Sainte-Marguerite, Conchy-les-Pots, Ribécourt-Dreslincourt, Cambronne-lès-Ribécourt, Mélicocq, Ressons-sur-Matz, La Berlière, Boulogne-la-Grasse, Orvillers-Sorel, Ricquebourg, Biermont, Cuvilly, Gury, Mareuil-la-Motte, Antheuil, Plessis-de-Roye, Saint-Léger-aux-Bois, Monchy-Humières, Gournay-sur-Aronde et des hameaux de Manceau, Saint-Claude, Bellenglise et Saint-Maur.
Se trouvent également dans cette nécropole les corps de dix soldats britanniques et ceux de quatre soldats allemands.

## Caractéristiques
La nécropole a une superficie de 1,01 ha, c'est, par le nombre de soldats inhumés, l'une des plus importantes nécropoles nationales du département de l'Oise. Elle a été édifiée en 1918. Elle rassemble 3 108 corps dont 2 167 en tombes individuelles et 955 en ossuaires. Elle jouxte le cimetière militaire allemand.
Dix corps de soldats britanniques et quatre de soldats allemands reposent également dans ce cimetière.